# Cabo Royds
El cabo Royds es un cabo rocoso de color oscuro que forma el extremo occidental de la isla de Ross, en la Antártida.

## Geografía
Bañado al norte, al oeste y al sur por el estrecho de McMurdo, está rodeado al norte por la bahía Wohlschlag, al este por el monte Erebus, al sur por el cabo Evans y la bahía Erebus.

## Historia

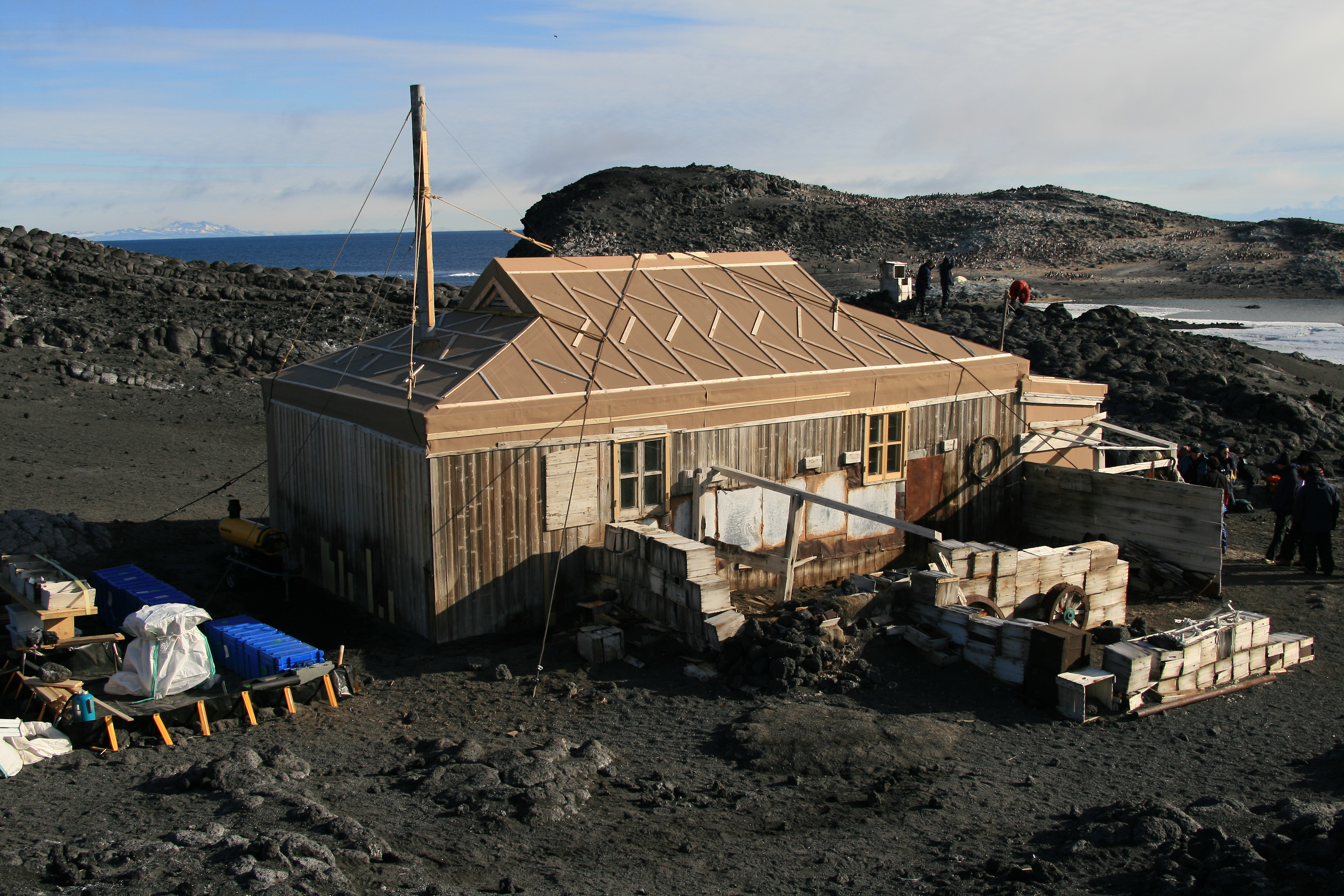
Cabaña de Shackleton.

El cabo Royds fue descubierto durante el transcurso de la expedición Discovery (1901-1904) y nombrado en honor de Charles W.R. Royds, el meteorólogo de la expedición y teniente de la Royal Navy. Este cabo sirvió de campamento al equipo de la expedición Nimrod (1907-1909).

## Zona protegida
La Cabaña de Shackleton construida en febrero de 1908 por la Expedición antártica británica de 1907-1909 comandada por Ernest Shackleton, fue designada Sitio y Monumento Histórico de la Antártida SMH 15: Cabaña de Shackleton bajo el Tratado Antártico, a propuesta y conservación de Nueva Zelanda y el Reino Unido.
En 1998 el sitio del cabo Royds fue designado ZEP 28. En 2002 pasó a denominarse Zona Antártica Especialmente Protegida ZAEP 157: Bahía Backdoor, cabo Royds, isla Ross.